# قائمة سفراء السعودية في ألمانيا
هذه قائمة بالسفراء السعوديين في ألمانيا:
في عام 1933، فيصل بن عبد العزيز برلين في جولة أوروبية. منذ عام 1937، أجريت مفاوضات حول استيراد الأسلحة واعتماد سفير للرايخ الألماني في جدة.
حتى عام 2000، كانت السفارة موجودة في (Haus Steineck) في بون، والتي تعد اليوم مقر إقامة سفير المملكة العربية السعودية في بون. تقع السفارة الحالية للمملكة العربية السعودية في (Tiergartenstrasse 33-34)، برلين.
| الاسم                             | تعيين / الاعتماد | غادر المنصب    | عُين من قبل          | اُعتمد خلال ولاية الرئيس | ملاحظات                              |
| --------------------------------- | ---------------- | -------------- | ------------------- | ----------------------- | ------------------------------------ |
| جواد مصطفى زكري                   | 1957             | 1961           | سعود بن عبد العزيز  | تيودور هويس             | مبعوث، سفير اعتبارا من 9 فبراير 1960 |
| الشيخ صالح الشلفان                | 1961             | 1963           | سعود بن عبد العزيز  | هاينريش لوبكه           |                                      |
| أحمد خليل عبد الجبار              | 1964             | 13 مايو 1965   | فيصل بن عبد العزيز  | هاينريش لوبكه           |                                      |
| انقطاع العلاقات الدبلوماسية       | 13 مايو 1965     | 18 سبتمبر 1973 | فيصل بن عبد العزيز  | هاينريش لوبكه           |                                      |
| جميل بن إبراهيم الحجيلان          | 18 سبتمبر 1973   | ديسمبر 1976    | فيصل بن عبد العزيز  | غوستاف هاينيمان         |                                      |
| محمد نوري إبراهيم                 | 1977             | 1981           | خالد بن عبد العزيز  | فالتر شيل               | من 1982 إلى 1987 سفير إلى مدريد      |
| رشيد مسلم نويلاتي                 | 1982             | 9 أبريل 1986   | فهد بن عبد العزيز   | كارل كارستنز            |                                      |
| عباس فائق غزاوي                   | 9 أبريل 1986     | 22 أكتوبر 2001 | فهد بن عبد العزيز   | ريتشارد فون فايتسكر     |                                      |
| أسامة بن عبد المجيد شبكشي         | 7 سبتمبر 2004    | 25 أكتوبر 2015 | فهد بن عبد العزيز   | هورست كولر              |                                      |
| عواد العواد                       | 11 ديسمبر 2015   | أبريل 2017     | سلمان بن عبد العزيز | يواخيم غاوك             |                                      |
| خالد بن بندر بن سلطان آل سعود     | يونيو 2017       | فبراير 2019    | سلمان بن عبد العزيز | فرانك-فالتر شتاينماير   |                                      |
| فيصل بن فرحان بن عبد الله آل سعود | 27 مارس 2019     | أكتوبر 2019    | سلمان بن عبد العزيز | فرانك-فالتر شتاينماير   |                                      |
| محمد بن عبد الله آل دوّاس          | أكتوبر 2019      | 4 نوفمبر 2020  | سلمان بن عبد العزيز | فرانك-فالتر شتاينماير   | القائم بالأعمال بالإنابة             |
| عصام بن إبراهيم بيت المال         | 4 نوفمبر 2020    | 2023           | سلمان بن عبد العزيز | فرانك-فالتر شتاينماير   |                                      |
| عبد الله بن خالد بن سلطان آل سعود | 31 مايو 2023     |                | سلمان بن عبد العزيز | فرانك-فالتر شتاينماير   |                                      |